# Kanoniale Sonnenuhr

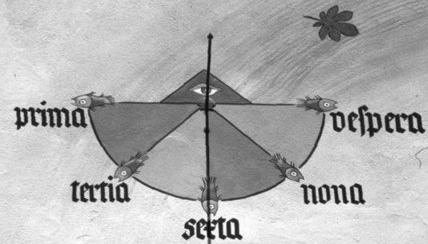
Abb. 1 kanoniale Sonnenuhr, moderner Nachbau

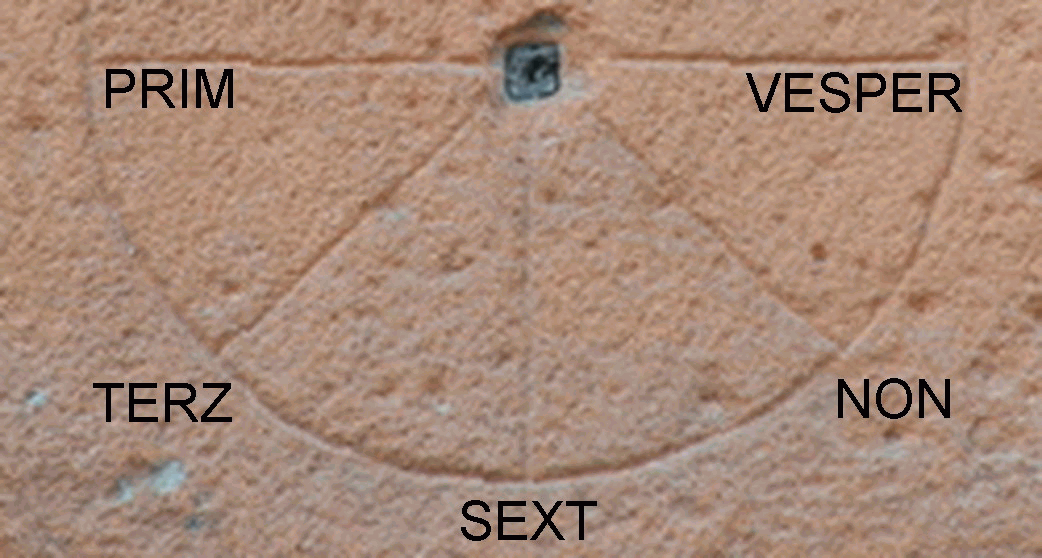
Abb. 2 kanoniale Sonnenuhr, NON am Nachmittag

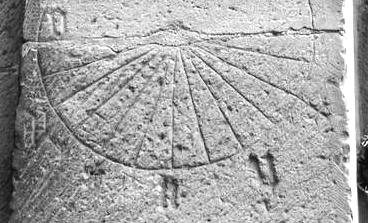
Abb. 3 kanoniale Sonnenuhr, NON am Mittag

Abb. 4 kanoniale Sonnenuhr, Gebetszeiten und Temporale Stunden

Abb. 5 kanoniale Sonnenuhr, Gebetszeiten und Äquinoktialen Stunden

Kanoniale Sonnenuhren (oder Kanonische Sonnenuhren) wurden vorwiegend in mittelalterlichen Klöstern sowie städtischen und Dorfkirchen zur Anzeige der täglichen Gebetszeiten für die Klosterinsassen und der die Kirchen betreuenden Geistlichen benötigt, was sich in der Namensgebung widerspiegelt. 
Kanoniale Sonnenuhren sind ein auf einer Südwand angebrachtes halbkreis-förmiges, segmentiertes Ornament, gelegentlich auch als Vollkreis ausgebildet. Als Schattenwerfer dient ein im Zentrum angebrachter horizontaler Stab. Sie werden zu den Sonnenuhren gezählt, obwohl mit ihnen keine über den Tag gleichmäßige und von der Jahreszeit unabhängige Zeitanzeige möglich ist. In den Klöstern war eine genaue Zeitordnung von untergeordneter Bedeutung. Wichtiger war die Einhaltung der Reihenfolge der mit dem Sonnenaufgang beginnenden Gebetszeiten.

## Geschichte
Ein Vorgängermodell der kanonialen Sonnenuhr gab es als Wand-Sonnenuhr im Alten Ägypten.
Es gab auch schon Exemplare in Römischer Zeit, spätere sind aus Armenien bekannt. Ab dem 9. Jahrhundert kannte man 800 Jahre lang in der Byzantinischen Kunst bzw. Orthodoxen Kirche nur die "halbkreisförmige Süduhr" und sah in ihr zunächst ein Abbild der "wahren Sonnenuhr", also der Bewegung der Sonne am Himmel.
Das verbreitete Vorkommen nördlich der Alpen ist Folge des Wirkens der Benediktiner in England und Irland. Die meisten kanonialen Sonnenuhren sind auf den Britischen Inseln erhalten. Infolge der missionarischen Tätigkeit der Benediktiner auf dem Europäischen Festland entstanden viele kanonialen Sonnenuhren zum Beispiel in Frankreich und in Norddeutschland.
Die meisten Bezeichnungen der Stunden sind von den Römischen Namen der Temporalen Stunden übernommen. Die vom Heiligen Benedikt vorgegebene gleichmäßige Verteilung der Gebete über den Tag änderte sich im Spätmittelalter. Die Gebete wurden früher verrichtet, um das auch von Benedikt vorgeschriebene Fasten früher brechen zu können. Die NON nahm schließlich die Stelle der SEXT zu Mittag, das VESPER-Gebet die Stelle der NON am Nachmittag ein. Auf der Uhr von Abbildung 3 sind die Buchstaben N für NON und V für VESPER am Mittag beziehungsweise am Nachmittag eingraviert.

## Vergleich der angezeigten Gebetszeiten mit Tagesstunden
Auf den Abbildungen 4 und 5 ist im Zentrum das Zifferblatt einer kanonialen Sonnenuhr (wie in den Abbildungen 1 und 2) gezeichnet. Radial schließt sich je ein halbes Zifferblatt einer vertikalen Sonnenuhren-Spinne an. Letzteres ist die moderne Bezeichnung einer Sonnenuhr mit senkrecht auf das Zifferblatt montiertem Schattenstab. Die Zeitablesung erfolgt auf dem Schnittpunkt des Stabschattens mit dem momentan gültigen Datumskreis. Zu erkennen ist die Differenz zwischen der "gewollten" Gebetszeit und der tatsächlichen Tageszeit. Zu erkennen ist auch, dass die Differenz nur im Vergleich zu Äquinoktialen Stunden gravierend, das schlechte Urteil nur aus heutiger Sicht verständlich ist.